# Cultural y Deportiva Leonesa
Cultural y Deportiva Leonesa, mer känd som Cultural Leonesa, är en spansk fotbollsklubb baserad i León som grundades 1923. Klubben har under större delen av sin historia pendlat mellan andra och fjärde högsta divisionerna i det spanska ligasystemet. Man spelade för första och enda gången i La Liga under säsongen 1955/1956, men lyckades inte hålla sig kvar till följande säsong. Säsongen 2016/2017 vann Cultural Leonesa tredjedivisionen Segunda División B och flyttades upp, men överlevde endast en säsong i Segunda División innan man på nytt blev nedflyttade.
Den nuvarande arenan Estadio Municipal Reino de León invigdes 2001. Klubbens meste spelare genom tiderna är Gerardo Rodríguez som spelade 403 matcher för Cultural Leonesa. Meste målskytt är Arias Chamorro som gjorde 101 mål.